# Autosuggestion
Autosuggestion (griechisch-lateinisch: "Selbstbeeinflussung") ist ein psychologisches Verfahren, das die Selbstbeeinflussung des Unbewussten durch Techniken wie Selbsthypnose oder wiederholte Selbst-Affirmationen umfasst. Autosuggestion ist eine Form der selbstinduzierte Suggestion, bei der Individuen ihre eigenen Gedanken, Gefühle oder Verhaltensweisen gezielt lenken. Die Technik kann als eine selbstverursachte Beeinflussung der Psyche angesehen werden, die darauf abzielt, bestimmte gewünschte Zustände oder Ergebnisse zu erreichen.
Die Wirksamkeit der autosuggestiven Gedankenformeln kann durch die Vorstellungskraft (Imagination) des angestrebten Ziels verstärkt werden. Dabei wird der mentalen Visualisierung eine wichtige Rolle zugeschrieben, da sie den Erfolg der Suggestion begünstigen kann. Der Erfolg der Autosuggestion wird wahrscheinlicher, je konsistenter und regelmäßiger die Methode angewendet wird. Sie kann sowohl zur Förderung positiver Denkmuster als auch zur Verbesserung von Verhaltensweisen genutzt werden, indem man den Geist wiederholt auf bestimmte Wünsche oder Ziele ausrichtet.
Autosuggestion wird häufig in der Selbsthypnose angewendet und kann in verschiedenen therapeutischen und persönlichen Entwicklungsprozessen verwendet werden, beispielsweise zur Behandlung von Ängsten, zur Stressbewältigung oder zur Förderung des Selbstvertrauens.
Bei der Autosuggestion wird derselbe formelhaft umrissene Gedanke über längere Zeit in Form mentaler Übungen wiederholt, bis er zum festen Bestandteil des unbewussten Denkprozesses geworden ist. Dies geschieht oft in Kombination mit Entspannungstechniken. Je nach weltanschaulichem Hintergrund wird erwartet, dass sich dieser Gedanke in Überzeugungen oder Tatsachen verwandelt. Dieser Prozess kann sowohl absichtlich als auch unabsichtlich erfolgen, obwohl Autosuggestion üblicherweise die bewusste Anwendung bedeutet. Typische Wege, den eigenen Geist durch Autosuggestion zu beeinflussen, sind: sich die Auswirkungen einer Überzeugung bildlich vorzustellen, sie verbal zu bekräftigen oder sie mental durch permanente Wiederholung zu vergegenwärtigen (innerer Sprechgesang).
Die Lehre der Autosuggestion wurde von dem französischen Apotheker Émile Coué im 19. Jahrhundert begründet. Er bekam den Eindruck, dass die Wirkung der Medikamente, die er seinen Kunden gab, davon beeinflusst wurde, mit welchen Worten er sie ihnen überreichte. Aus dieser Beobachtung entwickelte er den Gedanken, dass jeder Mensch sein Wohlbefinden steigern könne, indem er sich selbst Suggestionsformeln vorsagt.
Zu den Anwendungsgebieten der Autosuggestion zählen unter anderem das autogene Training, das mentale Training und das positive Denken. Autosuggestionen sind auch Bestandteil esoterischer und okkulter Verfahren.